# Municipio de Fowler (Kansas)
El municipio de Fowler (en inglés: Fowler Township) es un municipio ubicado en el condado de Meade en el estado estadounidense de Kansas. En el año 2010 tenía una población de 746 habitantes y una densidad poblacional de 2,75 personas por km².

## Geografía
El municipio de Fowler se encuentra ubicado en las coordenadas 37°23′59″N 100°11′12″O / 37.39972, -100.18667. Según la Oficina del Censo de los Estados Unidos, el municipio tiene una superficie total de 271.02 km², de la cual 271 km² corresponden a tierra firme y (0,01 %) 0,02 km² es agua.

## Demografía
Según el censo de 2010, había 746 personas residiendo en el municipio de Fowler. La densidad de población era de 2,75 hab./km². De los 746 habitantes, el municipio de Fowler estaba compuesto por el 91,55 % blancos, el 0,8 % eran afroamericanos, el 0,54 % eran amerindios, el 0,67 % eran asiáticos, el 4,42 % eran de otras razas y el 2,01 % eran de una mezcla de razas. Del total de la población el 11,8 % eran hispanos o latinos de cualquier raza.